# Zeuxidia horsfieldii
Zeuxidia horsfieldii är en fjärilsart som beskrevs av Felder 1866. Zeuxidia horsfieldii ingår i släktet Zeuxidia och familjen praktfjärilar. Inga underarter finns listade i Catalogue of Life.